# Faan Rautenbach
Pas d'image ? Cliquez ici

a Compétitions nationales et continentales officielles uniquement.

b Matchs officiels uniquement.
Dernière mise à jour le 9 octobre 2019.
Stefanus Johannes Rautenbach, plus connu comme Faan Rautenbach, né le 22 février 1976 à Bethlehem (Afrique du Sud), est un joueur de rugby à XV sud-africain qui joue avec l'équipe d'Afrique du Sud. Il évolue au poste de pilier.
Il évolue dans le Super 12 (devenu le Super 14) sous les couleurs des Stormers, une franchise de rugby à XV d'Afrique du Sud basée au Cap, principalement constituée de la province sud-africaine de Currie Cup de la Western Province.
Et donc dans le championnat des provinces, il défend les couleurs de la Western Province.

## Carrière

### En province
- Western Province (Afrique du Sud)

### En franchise
- Stormers

### En équipe nationale
Il a effectué son premier test match avec les Springboks le 8 juin 2002 à l’occasion d’un match contre l'équipe du Pays de Galles.
Il a disputé la coupe du monde 2003 (4 matchs).

## Palmarès

### Avec les Springboks
- 14 sélections
- 1 essai
- Sélections par saison : 8 en 2002, 4 en 2003, 2 en 2004.
- Participation à la coupe du monde 2003 (4 matchs).